# Julián Martínez-Simancas García
Julián Martínez-Simancas García (Toledo, 6 de diciembre de 1923 - Madrid, 27 de abril de 2003) fue un militar español cuya trayectoria profesional estuvo muy vinculada a la docente.

## Biografía
Hijo del coronel de Infantería Julián Martínez-Simancas Ximénez y de Carmen García Pérez, nació en el seno de una familia con larga tradición militar de la que formaron parte sus abuelos Víctor Martínez Jiménez y Bernardino García García, sus tíos abuelos Antonio García Pérez, Fausto García Pérez y Víctor Martínez Simancas, y su hermano mayor Víctor Martínez-Simancas García. Sin embargo, su formación no fue solamente militar, pues también se licenció en Derecho por la Universidad Complutense de Madrid y se colegió en el Ilustre Colegio de Abogados de la capital de España; así mismo, acreditó el conocimiento de los idiomas inglés y francés. Su faceta de profesor, al igual que su hermano Luis Martínez-Simancas García, y escritor se reflejan en la colaboración en un libro, en numerosos artículos publicados en revistas de carácter militar, en su actividad como conferenciante y en la elaboración de temarios para los diversos cursos que impartió. Soltero, en el aspecto familiar estuvo dedicado a sus hermanos y a sus sobrinos.

## Actividad militar

### Años 40
En 1942 inició sus estudios en la Academia General Militar de Zaragoza, donde formó parte de la Primera Promoción de su Tercera Época. Cuando terminó su formación en este Centro, en 1944, fue nombrado caballero alférez cadete y se trasladó a la Academia de Infantería de Toledo donde permanecerá hasta diciembre de 1946, año en que fue promovido al empleo de teniente de Infantería, quedando en situación de disponible forzoso en Tetuán en el protectorado español de Marruecos, hasta que al mes siguiente fue destinado al Grupo de Fuerzas Regulares Indígenas de Tetuán nº 1, siendo colocado en la Plana Mayor del Grupo, al mando de la Sección de Observación e Información. En febrero de 1947 fue nombrado profesor del grupo de Matemáticas de la Academia Regimental en que se preparaban los sargentos y brigadas del Grupo para su ingreso en la General de Suboficiales, así como de la de preparación para el ascenso de sargento a oficial moro. En octubre de 1948 realizó las prácticas de Automovilismo en el Grupo de Automóviles del IX Cuerpo de Ejército, en Ceuta.

### Años 50
En febrero de 1950 comenzó el Curso de Interpretación Fotográfica, que superará con el número uno, y en ese mismo mes fue ascendido a capitán, quedando agregado al Grupo, hasta que en mayo obtuvo destino en plantilla. Superadas las pruebas del examen-oposición del Curso Preparatorio para el ingreso en la Escuela de Estado Mayor, en septiembre fue nombrado alumno del mismo, por lo que causó baja en Regulares. Al término de los estudios en la Escuela, en 1954 y 1955 realizó las prácticas reglamentarias en diversas Unidades de los tres Ejércitos, concediéndosele en septiembre del último año el Diploma de Estado Mayor. Durante los estudios en dicha Escuela se le concedió el “posee” del idioma francés. Su primer destino como diplomado fue en el Estado Mayor del Ejército de Marruecos, en el que permaneció escaso tiempo, ya que en septiembre de 1956 marchó a la República Dominicana en comisión de servicio como instructor del personal de la Aviación Militar Dominicana, con el cometido de profesor de cadetes y oficiales de la Base Aérea “Presidente Trujillo”, en San Isidro. En julio de 1957 fue destinado a la Jefatura de Instrucción y Enseñanza del Estado Mayor Central del Ejército, continuando en la comisión que desempeñaba. Su labor docente en la República Dominicana será recompensada con diferentes condecoraciones. A su vuelta a España, en septiembre de 1958, se incorporó a su destino en el Estado Mayor del Ejército, en Madrid.

### Años 60
Su obra Unidades experimentales de Infantería fue declarada de utilidad para el Ejército en septiembre de 1960. En abril de 1961 fue destinado en comisión al Estado Mayor de las Fuerzas Militares del Sector del Sáhara, con el nombramiento de jefe de la Plana Mayor de la Zona Centro del Subsector Operativo de Saguía el Hamra y del Centro de Información Avanzado del Sector. Vivió en Smara y El Aaiún, realizó misiones conjuntas con Francia en Fort-Trinquet (Mauritania) y formó parte de la Comisión Mixta Hispano-Francesa encargada de reconocer el itinerario para un posible ferrocarril minero entre Gara Yebilet (Argelia) y la costa del Sáhara Español. Antes de finalizar 1961 fue destinado como profesor auxiliar de Táctica a la Escuela de Estado Mayor, y seguidamente obtuvo el empleo de comandante, cesando en su anterior destino en febrero de 1962. Los años siguientes formó parte de los tribunales de ingreso en la Escuela, intervino en viajes de prácticas y se hizo cargo del Gabinete de Psicotécnica. En 1965, tras superar los exámenes reglamentarios, se le concedió el “posee” del idioma inglés, y seguidamente fue nombrado alumno del Curso de Estado Mayor en Francia, pasando a residir en París. Obtenido el diploma del Curso en 1967, a su regreso a España fue destinado de nuevo al Estado Mayor del Ejército. Finalizó la década como observador en las maniobras hispano-norteamericanas Pathfinder Express II, en Albacete, y en las hispano-francesas  Iberia III en la zona de Pau (Francia).

### Años 70
En febrero de 1970 obtuvo destino como profesor auxiliar de Táctica en la Escuela Superior del Ejército y en abril fue ascendido a teniente coronel, continuando agregado al destino y siendo designado en abril para representar a la Escuela como observador en los ejercicios de instrucción de combate que debería realizar la 1.ª División Acorazada del Ejército de EE. UU. en Alemania. En julio causó baja en el destino y fue trasladado al Estado Mayor Central del Ejército para prestar sus servicios en la Dirección General de Enseñanza. Volvió en este año a ser nombrado observador en los ejercicios de instrucción en Alemania de la citada 1.ª División y se le designó para asistir a la Reunión de Estados Mayores Hispano-Franceses de los Ejércitos de Tierra, en Madrid. En octubre de 1976 fue destinado al Regimiento de Infantería Inmemorial del Rey n.º 1, haciéndose cargo de la Mayoría del Cuerpo, participando al año siguiente en el acto de filiación como Soldado de Honor de S.A.R. el Príncipe de Asturias, Felipe de Borbón y Grecia. En enero de 1978 se incorporó al Curso Básico para Mandos Superiores y en junio fue ascendido a coronel y destinado a la Escuela de Estado Mayor como secretario de estudios y segundo jefe del Centro, en la que causó baja en mayo del año siguiente al concedérsele el mando del Regimiento de Melilla nº 52, en Málaga.

### Años 80
La década de los 80 se caracterizó en cuanto a su vida profesional como unos años llenos de actividad. En marzo de 1981 fue promovido al empleo de general de brigada y nombrado jefe de Estado Mayor de la 7.ª Región Militar, en Valladolid, cargo en el que cesó en febrero del año siguiente al ser trasladado a la Escuela Superior del Ejército como profesor principal de Táctica de la Escuela de Mando Superiores. Tras realizar el Curso para generales de los tres Ejércitos, en abril de 1983 obtuvo el empleo de general de división y seguidamente fue nombrado director de Apoyo al Personal del Mando Superior de Apoyo Logístico del Ejército, realizando durante los años siguientes las visitas de inspección reglamentarias y asistiendo a los actos propios de su cargo, hasta que en abril de 1985 cesó en su destino y pasó a las inmediatas órdenes del jefe del Estado Mayor del Ejército, siendo nombrado presidente de la comisión de seguimiento del nuevo Reglamento de Uniformidad. En octubre de 1986, al cumplir la edad reglamentaria, pasó a la situación de reserva activa y en diciembre de 1988 a la de segunda reserva, hasta que en 1995 finalizó su carrera militar que se puede resumir en el servicio en numerosos destinos en España, destacando su paso por la República Dominicana, Norte de África y Francia. Falleció en Madrid el 27 de abril de 2003.

## Actividad docente
En 1947 dio comienzo a su carrera de profesor, que ejerció en diversas academias militares, como la Regimental para la preparación de sargentos y la General de Suboficiales para preparación de brigadas, participando en la formación de los sargentos para oficiales moros. La experiencia adquirida en su etapa como profesor en estas academias le llevará más tarde a ejercer el profesorado en la República Dominicana entre 1956 y 1958, impartiendo las asignaturas de Transmisiones, Organización Militar, Información e Historia.
De 1962 a 1965 ejerció su labor docente en la Escuela de Estado Mayor de España, como profesor de Táctica y Psicotecnia, y formó parte del Tribunal en las oposiciones de ingreso a esta Escuela.
En la Escuela Superior del Ejército desempeñó los cargos de segundo jefe y secretario de estudios, y fue profesor principal de las asignaturas de Táctica y Logística en diferentes cursos académicos hasta 1983.

## Condecoraciones, recompensas, distintivos y cursos
- Medalla de la Campaña de África, sin pasador (1949).
- Medalla de la paz de Marruecos (1949).
- Cruz de 1.ª clase de la Orden del Mérito Militar con distintivo blanco (1949).
- Curso de Interpretación Fotográfica (1950).
- Distintivo de permanencia en las Fuerzas Regulares Indígenas (1950).
- Cruz de 1.ª clase de la Orden del Mérito Militar con distintivo blanco, pensionada (1950).
- Diploma de Estado Mayor (1955).
- Curso de Recepción de material de guerra (1956).
- Orden del Mérito Militar con distintivo blanco de la República Dominicana (1958).
- Curso de Especialista en carros de combate para oficiales (1959).
- Curso Informativo de Cooperación Aeroterrestre (1962).
- Curso de Guerra Subversiva (1964).
- Distintivo del Profesorado de la Escuela de Estado Mayor (1964).
- Adición de una barra dorada al Distintivo de Profesorado (1966).
- Cruz de la Orden de San Hermenegildo (1967).
- Distintivo de la Escuela Superior de Guerra de Francia (1967).
- Curso de Estado Mayor de la Escuela Superior de Guerra Francesa (1967).
- Curso de Especialista en carros de combate para jefes (1968).
- Curso de Transporte Aéreo (1969).
- Distintivo permanente del Estado Mayor Central (1970).
- Adición de una barra azul a la dorada del Distintivo de Profesorado (1972).
- Adición de una barra azul a la azul y dorada del Distintivo de Profesorado (1972).
- Adición de una barra azul a dos del mismo color y una dorada del Distintivo de Profesorado (1973).
- Cruz de 1.ª clase de la Orden del Mérito Militar con distintivo blanco (1974).
- Distintivo de profesorado de la Escuela Superior del Ejército (1974).
- Adición de una barra azul a las tres del mismo color y una dorada del Distintivo de Profesorado (1974).
- Curso Especial de Radiodifusión y Televisión para Jefes y Oficiales (1975).
- Curso de Estados Mayores Conjuntos (1976).
- Placa de la Orden de San Hermenegildo pensionada (1976).
- Cruz de 1.ª clase de la Orden del Mérito Militar con distintivo blanco (1978).
- Curso Básico para Mandos Superiores (1978).
- Adición de una barra azul a las cuatro del mismo color y una dorada de Distintivo de Profesorado (1979).
- Curso Teórico Práctico de Investigación Militar Operativa (1981).
- Caballero gran cruz de la Orden de San Hermenegildo (1981).
- Gran Cruz de la Orden del Mérito Militar con distintivo blanco (1984).
- Orden del Mérito Militar con distintivo blanco y negro de la República Dominicana (1990).
- Encomienda de la Orden de San Hermenegildo (1994).

## Conferencias
- Organización de la Defensa Nacional en España, París, marzo 1966.
- L’Strategie de l’URSS vis a vis des puissances occidentales previsible pour le Période 1966-70, C.S.I., 1966.
- La división Francesa tipo 67 y su circunstancia, Escuela de Estado Mayor, 1972.
- Serie de 15 conferencias sobre “Moral Militar” y otra serie de 15 conferencias sobre “Historia Militar”, Academia Militar de la Aviación Dominicana de la República de Santo Domingo, 1956,1957 y 1958.